# Militão Máximo de Sousa Júnior
Militão Máximo de Souza Júnior, segundo barão de Andaraí (ou Andarahy) ComNSC (1831 — Rio de Janeiro, 13 de outubro de 1904) foi um comerciante e político brasileiro, tendo sido presidente do Banco do Brasil e da Caixa Econômica, além de tesoureiro da Santa Casa da Misericórdia por 26 anos.

## Biografia
Era filho de Militão Máximo de Sousa, visconde de Andaraí, e Maria Guilhermina Rabelo. A segunda esposa de seu pai, Maria Cândida Rook, foi agraciada, após a morte do mesmo, com o título de condessa de Andaraí.
Casou-se em 1853 com Ana Joaquina Fernandes Braga, filha de Antônio Rodrigues Fernandes Braga, sobrinha do barão de Quaraim, irmã de Cecília Fernandes Braga, esposa do conde de Nioaque; prima-irmã de Maria José Rodrigues Fernandes Chaves, esposa do conde de São Clemente; e de Alzira Rodrigues Fernandes Chaves, esposa do visconde de Santa Vitória; com a qual teve oito filhos, dos quais destacam-se:
- Militão Máximo de Souza Neto, o qual morreu misteriosamente sentado em uma praça londrina, trajado a rigor, meses após abandonar a esposa, Leonor de Castro.
- Isabel Braga Máximo de Souza, casada com Otávio Prates, neto do conde de Piratini.
- Alfredo Braga Máximo de Souza, casado com sua prima Cecília da Rocha Faria, filha do conde de Nioaque.
- Anna Thereza Máximo de Souza, casada com Dr. Jonas de Faria Castro, cujo filho mais velho é Armando de Souza Faria Castro.

Foi diretor do Banco do Brasil, presidente do conselho da Caixa Econômica e de Socorro e tesoureiro da Santa Casa de Misericórdia.

## Títulos nobiliárquicos e honrarias
Comendador da Imperial Ordem da Rosa, da Ordem de Nossa Senhora da Conceição de Vila Viçosa e grã-cruz da Ordem de São Gregório Magno e também 2º barão de Andaraí, título conferido por decreto imperial em 25 de outubro de 1882. Faz referência ao morro do Andaraí, na zona norte do Rio de Janeiro, onde o pai do nobre possuía vastas propriedades que se estendiam desde o morro das Laranjeiras até a serra da Tijuca. Em tupi significa rio de morcegos (andira-y).